# Kanton Cahors-Nord-Est
Der Kanton Cahors-Nord-Est war von 1985 bis 2015 ein französischer Wahlkreis im Arrondissement Cahors, im Département Lot und in der Region Midi-Pyrénées; sein Hauptort war Cahors.
Der Kanton umfasste Wahlberechtigte aus einem Teil der Stadt Cahors und aus drei weiteren Gemeinden. Die nachfolgenden Einwohnerzahlen sind jeweils die Gesamtzahlen der Einwohner:
| Gemeinde         | Einwohner Jahr | Fläche km² | Bevölkerungsdichte | Postleitzahl | Code INSEE |
| ---------------- | -------------- | ---------- | ------------------ | ------------ | ---------- |
| Cahors           | 19.616 (2013)  | –          | – Einw./km²        | 46090        | 46042      |
| Lamagdelaine     | 736 (2013)     | –          | – Einw./km²        | 46090        | 46149      |
| Laroque-des-Arcs | 521 (2013)     | –          | – Einw./km²        | 46090        | 46156      |
| Valroufié        | 433 (2013)     | –          | – Einw./km²        | 46090        | 46327      |